# Ensemble Marktplatz (Wolnzach)

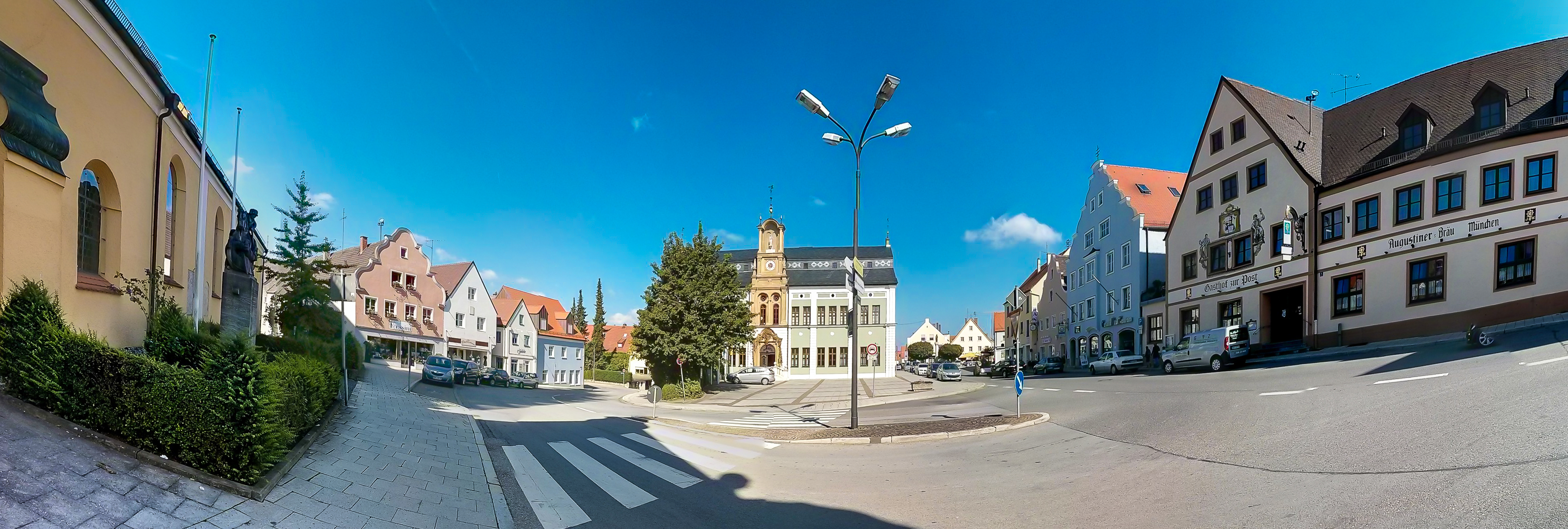
Marktplatz in Wolnzach

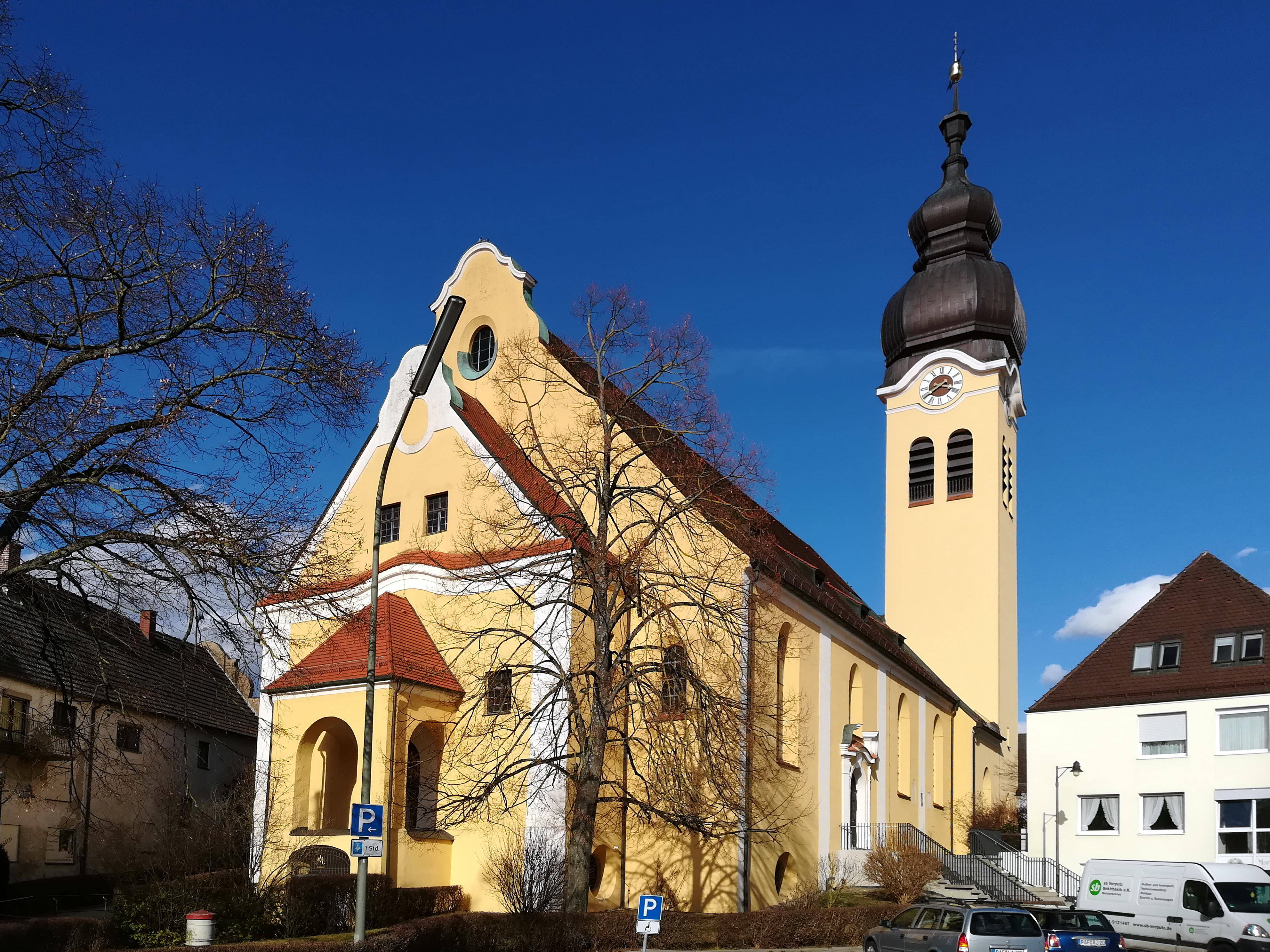
Kirche St. Laurentius

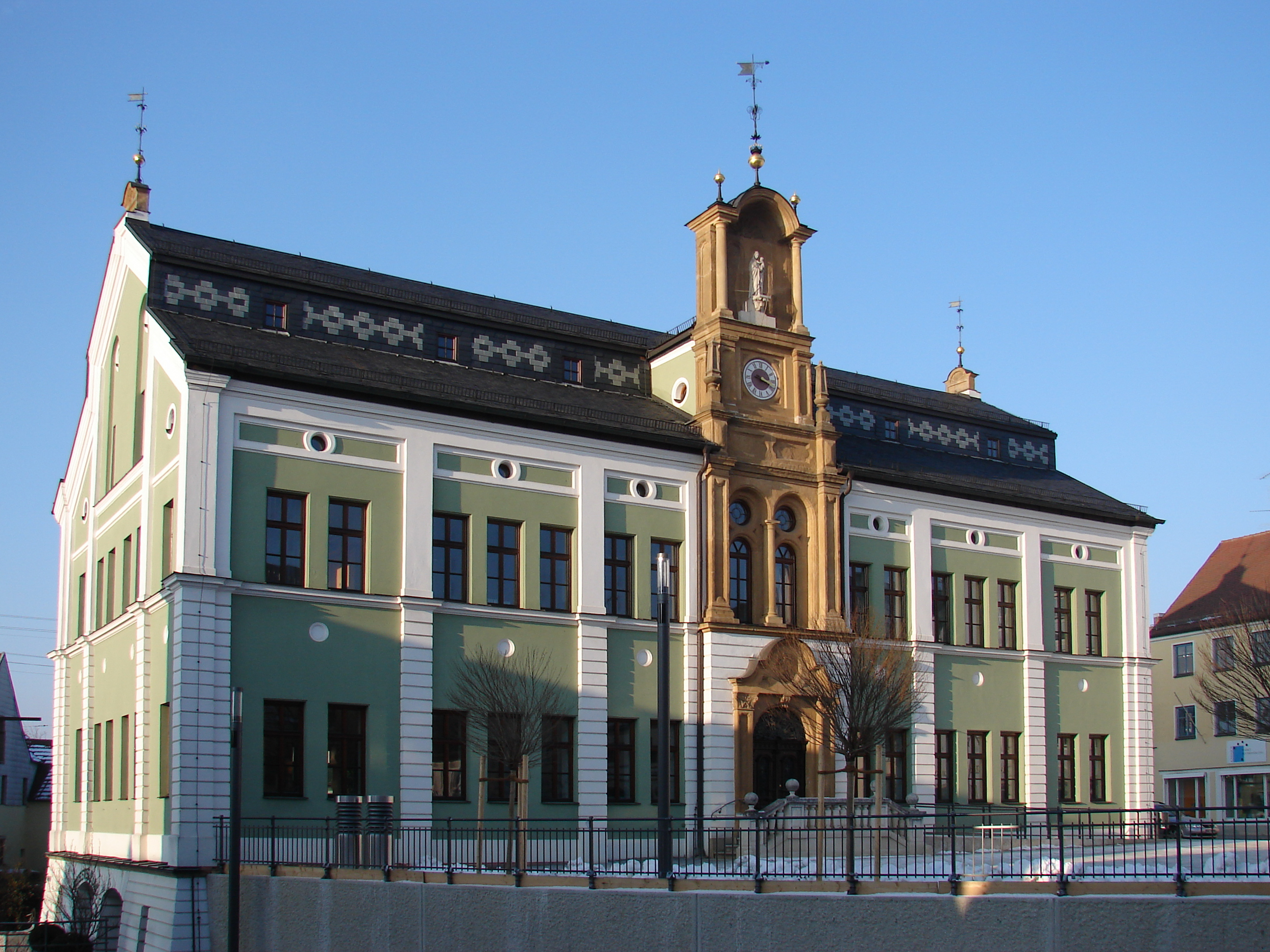
Rathaus

Das Ensemble Marktplatz in Wolnzach, einer Marktgemeinde im oberbayerischen Landkreis Pfaffenhofen an der Ilm, ist ein Bauensemble, das unter Denkmalschutz steht.

## Geschichte
Wolnzach wird erstmals im Jahr 814 in einer Schenkung an das Hochstift Freising erwähnt. Das edelfreie Geschlecht der Hoholde erhob Wolnzach gegen Ende des 11. Jahrhunderts zum Mittelpunkt seiner weit in den Hallertau reichenden Herrschaft Wolnzach. Diese fiel 1252/55 zum größten Teil an die Wittelsbacher, der kleinere Teil mit Ort und Burg Wolnzach gelangte auf dem Erbweg an die Herrn von Preysing, die Wolnzach bis zur gewaltsamen Inbesitznahme durch die Truppen Georgs des Reichen von Bayern-Landshut 1482 innehatten. Die nun zur Hofmark herabgestufte ehemalige Herrschaft Wolnzach befand sich von 1584 bis 1725 im Besitz der Familie Elsenheimer.

## Beschreibung
Die nahezu quadratische Platzanlage, das Zentrum von Wolnzach, wird im Süden von der 1408 errichteten katholischen Pfarrkirche St. Laurentius begrenzt. Den nördlichen Abschluss bildet das Rathaus, das 1878 ursprünglich als Hopfen- und Schrannenhalle erbaut wurde.
Die beiden architektonischen Dominanten des Platzes werden von zwei- bis dreigeschossigen zum Teil mit Schweifgiebeln versehenen Satteldachbauten des 18. und 19. Jahrhunderts eingefasst, die den ackerbürgerlichen Charakter der Marktgemeinde widerspiegeln.

## Einzeldenkmäler
- Marktplatz 1: Rathaus
- Marktplatz 3: Wohn- und Geschäftshaus
- Marktplatz 4: Wohn- und Geschäftshaus
- Marktplatz 6: Katholische Pfarrkirche St. Laurentius
- Marktplatz 7: Wohn- und Geschäftshaus
- Marktplatz 9: Wohnhaus mit Ladengeschäft